# Giovanni Battista Angioletti
Giovanni Battista Angioletti (n. 27 noiembrie 1896, Milano, Regatul Italiei – d. 3 august 1961, Torre del Greco, Campania, Italia) a fost un scriitor și jurnalist italian.
Reprezentant de seama al prozei artistice, scrierile sale au un caracter evocator, într-o tonalitate melancolică și fantastică.

## Opere principale

### Beletristică
- Il giorno del giudizio, Torino, 1928; Premiul Bagutta
- Il buon veliero, Lanciano, 1930
- Il generale in esilio, Firenze, 1938
- Donata, Firenze, 1941
- Eclisse di luna, Firenze, 1943
- La memoria, Milano, 1949; Premiul Strega
- Narciso, Milano, 1949
- Giobbe uomo solo, Milano, 1955

### Eseuri și critică
- Scrittori d’Europa, Milano, 1928
- Servizio di guardia, Lanciano, 1932
- L'Europa d’oggi, Lanciano, 1934
- Le carte parlanti, Firenze, 1941
- Vecchio continente, Roma, 1942
- L'Italia felice, Roma, 1947
- Inchiesta segreta, Milano, 1953
- L'anatra alla normanna, Milano, 1957
- L'uso della parola, Caltanissetta-Roma, 1958
- I grandi ospiti, Firenze 1960; Premiul Viareggio
- Tutta l’Europa, Roma, 1961
- Gli italiani sono onesti, Milano, 1968; (publicată postum)

Angioletti a înființat sau a condus reviste literare ca: Trifalco, Italia letteraria, La fiera letteraria.
1. ↑  Giovanni Battista Angioletti, Munzinger Personen, accesat în 9 octombrie 2017
2. ↑  Giovanni Battista Angioletti, Allgemeines Künstlerlexikon Online
3. 1 2  Autoritatea BnF, accesat în 10 octombrie 2015
4. 1 2  Czech National Authority Database, accesat în 23 noiembrie 2019
5. ↑  Autoritatea BnF, accesat în 10 octombrie 2015